# Умапін (Орегон)
Умапін (англ. Umapine) — переписна місцевість (CDP) в США, в окрузі Уматілла штату Орегон. Населення — 285 осіб (2020).

## Географія
Умапін розташований за координатами 45°58′33″ пн. ш. 118°30′3″ зх. д. / 45.97583° пн. ш. 118.50083° зх. д. (45.975929, -118.500938).  За даними Бюро перепису населення США в 2010 році переписна місцевість мала площу 8,59 км², уся площа — суходіл.

## Демографія
Згідно з переписом 2010 року, у переписній місцевості мешкало 315 осіб у 114 домогосподарствах у складі 82 родин. Густота населення становила 37 осіб/км².  Було 124 помешкання (14/км²).
Расовий склад населення:
| - 91,7 % — білих - 1,9 % — корінних американців - 1,0 % — азіатів - 2,5 % — осіб інших рас |

До двох чи більше рас належало 2,9 %. Частка іспаномовних становила 14,3 % від усіх жителів.
За віковим діапазоном населення розподілялося таким чином: 27,9 % — особи молодші 18 років, 56,5 % — особи у віці 18—64 років, 15,6 % — особи у віці 65 років та старші. Медіана віку мешканця становила 39,3 року. На 100 осіб жіночої статі у переписній місцевості припадало 85,3 чоловіків;  на 100 жінок у віці від 18 років та старших — 86,1 чоловіків також старших 18 років.
Середній дохід на одне домашнє господарство  становив 60 826 доларів США (медіана — 34 331), а середній дохід на одну сім'ю — 103 153 долари (медіана — 101 042). За межею бідності перебувало 3,0 % осіб, у тому числі 21,1 % дітей у віці до 18 років та 0,0 % осіб у віці 65 років та старших.
Цивільне працевлаштоване населення становило 130 осіб. Основні галузі зайнятості: освіта, охорона здоров'я та соціальна допомога — 30,8 %, будівництво — 30,0 %, публічна адміністрація — 13,1 %, роздрібна торгівля — 10,8 %.